# 북일면 (장성군)
북일면(北一面)은 전라남도 장성군 북쪽에 위치한 면이다. 넓이는 28.3km2이고, 인구는 2016년 기준으로 1,600명이다.

## 행정 구역
| 법정리 | 행정리                         | 비고            |
| ------ | ------------------------------ | --------------- |
| 문암리 | 문암1리, 문암2리               |                 |
| 박산리 | 박산리                         |                 |
| 성덕리 | 성덕1리, 성덕2리               |                 |
| 성산리 | 성산1리, 성산2리               |                 |
| 신흥리 | 남부리, 북부리, 갑동리, 신흥리 | 면사무소 소재지 |
| 오산리 | 오산1리, 오산2리               |                 |
| 월계리 | 월계1리, 월계2리, 월계3리      |                 |